# 中野民夫
中野 民夫（なかの たみお、1957年 - ）は、日本のワークショップ企画プロデューサー。東京工業大学リベラルアーツ研究教育院 (ILA) 教授。
博報堂社員、同志社大学大学院総合政策科学研究科ソーシャル・イノベーション・コースおよび同志社大学政策学部教授を経て現職。カリフォルニア統合学研究所 (CIIS) にて修士の学位を得る。
ビーネイチャースクール「ファシリテーション講座」監修。ワークショップの企画実施や、ファシリテーションの実践や普及活動によって知られる。斬新な試みとして大教室における、学生主体の参加型授業を実践している。

## 人物
1957年、東京都に生まれる。祖父は政治家の中野正剛。1976年麻布高等学校卒業。1982年東京大学文学部宗教学科卒業。学生時代のインドなどへの一人旅から、一転して広告代理店の博報堂に就職。大阪での営業職等を経て、1989年に休職しカリフォルニア統合学研究所 (CIIS) で組織開発・変革や、平和や環境に関するワークショップについて学ぶ。復職後、社内では人材開発を経てコーポレート・コミュニケーション分野で社会テーマ系業務やビジョン構築・組織活性化などのワークショップを担当。2005年の愛・地球博では、NPO/NGOが参加する地球市民村を事業受託側としてプロデュースした。その傍ら、個人として環境・平和などの市民活動、社会教育や学校教育などの分野で人と人、人と自然、人と自分自身をつなぎ直すワークショップを企画、実施する。
明治大学・聖心女子大学の講師、日本トランスパーソナル学会の理事などを経て、立教大学大学院の講師や、公益社団法人日本環境教育フォーラム理事、NPO法人日本ファシリテーション協会フェローも務めている。2012年博報堂を退職、同志社大学大学院総合政策科学研究科ソーシャル・イノベーション・コースおよび政策学部教授を経て、2015年10月より現職に就く。
自称「遅咲きのシンガーソングライター」でもあり、57歳からオリジナル曲を作り始め、還暦を迎えた2017年6月に東京（沙羅舎）、同年7月京都 (Impact Hub Kyoto) でライブ、2018年10月に「自分の至福についていこう」でCDデビューを果たした。

## 著作

### 単著
- 『ワークショップ 新しい学びと創造の場』岩波書店（岩波新書）2001
- 『ファシリテーション革命 参加型の場づくりの技法』岩波書店（岩波アクティブ新書）2003
- 『みんなの楽しい修行 より納得できる人生と社会のために』春秋社 2014
- 『学び合う場のつくり方――本当の学びへのファシリテーション』岩波書店 2017

### 共著
- 『岩波講座現代社会学7＜聖なるもの／呪われたもの＞の社会学』岩波書店 1996
- 『自分という自然に出会う』（編著）講談社 2003
- 『ホリスティック教育ガイドブック』（ホリスティック教育協会編）せせらぎ出版 2003
- 『ピースフルな子どもたち 戦争・暴力・いじめを越えて』（ホリスティック教育協会編）せせらぎ出版 2004
- 『ファシリテーション 実践から学ぶスキルとこころ』（ビーネイチャー・スクール講師陣共著）岩波書店 2009
- 『対話する力 ファシリテーター23の問い』（堀公俊共著）日経出版社 2009
- 『持続可能な教育と文化―深化する環太平洋のESD』（ホリスティック教育協会編）せせらぎ出版 2009
- 『ファシリテーションで大学が変わる』（三田地真実共編著）ナカニシヤ出版 2016
- 『えんたくん革命 1枚のダンボールがファシリテーションと対話と世界を変える』（川嶋直共編著）みくに出版 2018
- 『進化するマインドフルネス：ウェルビーイングへと続く道』（飯塚まり編著共同執筆）創元社 2018
- 『ファシリテーションとは何か：コミュニケーション幻想を超えて』（井上義和編著共同執筆）ナカニシヤ出版 2021

### 共訳
- 『地球の声を聴く』（アルネ・ネス他著、星川淳監訳）ほんの木 1993
- 『世界は恋人 世界はわたし』（ジョアンナ・メイシー著、星川淳監訳）筑摩書房 1993
- 『マインドフルの奇跡』（ティク・ナット・ハン著、仙田典子監訳）渓声社 1995

## 音楽作品

### オリジナル・アルバム
- 『自分の至福についていこう』Life Force 2018